# Maike Henning
Maike Henning (* 19. Juni 1999) ist eine ehemalige deutsche Volleyballspielerin.

## Karriere
Maike Henning erlernte das Volleyballspielen in der Jugend vom VC Wiesbaden und wechselte später zum Leistungsstützpunkt Dresden, wo sie für den VC Olympia Dresden in der 2. Bundesliga aktiv war. Sie spielte dort unter anderem zusammen mit Camilla Weitzel, mit der sie zusammen 2015 deutsche U17-Meisterin im Beachvolleyball werden konnte. Nachdem sie ihre schulische Ausbildung abgeschlossen hatte, verließ sie Dresden und schloss zur Saison 2017/18 sich den Ligarivalen VC Neuwied 77 an. In der Saison 2020/21 konnte sie gemeinsam mit ihrer Mannschaft in der Südstaffel der 2. Bundesliga den  Meistertitel gewinnen und der Verein entschied sich das Recht auf den Aufstieg wahrzunehmen. Auch Maike Henning entschied gemeinsam mit der Mannschaft aus Neuwied den Schritt in die Bundesliga zu gehen. Ihr Debüt in der Bundesliga gab sie direkt im ersten Spiel der Saison 2021/22, welches die Mannschaft vom VC Neuwied 77 mit 0:3 gegen die Rote Raben Vilsbiburg verloren. Die Saison beendete sie dann mit ihrer Mannschaft ohne Sieg und mit nur einen Punkt auf den 12. und letzten Platz. Nach der Saison beendete Maike Henning ihre Karriere im höherklassigen Volleyball.